# Anthrax leucocephala
Anthrax leucocephala är en tvåvingeart som först beskrevs av Wulp 1882.  Anthrax leucocephala ingår i släktet Anthrax och familjen svävflugor. Inga underarter finns listade i Catalogue of Life.